# Sonia (cantante 1951)
Sonia Natali (Prato, 17 agosto 1951) è una cantante italiana.

## Biografia
Ha iniziato la carriera musicale nel gruppo Sonia e le Sorelle, formato insieme alle sue sorelle Nadia e Luana.
Dopo lo scioglimento del complesso, incide una versione in italiano di Mama, successo di Cher; partecipa poi al Festival delle Rose 1967 con Gianni, in coppia con Pino Donaggio, al Festivalbar 1968, con Cammino sulle nuvole, e a Settevoci.
Ha partecipato inoltre al Festival di Sanremo 1969 con Non c'è che lui  in abbinamento con Armando Savini.

## Discografia

### Singoli

#### come Sonia e le Sorelle
- 1964: Se mi lascio baciar/Non ti accorgi di me (La voce del padrone, MQ 1906)
- 1964: Non sei più niente per me/Bianco, rosso, giallo, rosa (La voce del padrone, MQ 1941)
- 1965: Sulla sabbia c'era lei/Tutto quello che piace a me (La voce del padrone, MQ 1973)
- 1965: La ragazza può fare/No, ragazzo, no (La voce del padrone, MQ 2000)
- 1966: Lo faccio per amore/Un colpo di sole (La voce del padrone, MQ 2036)
- 1966: Un riparo per noi/Lo faccio per amore (La voce del padrone, MQ 2062)

#### da solista
- 1967: Mama/Mondo mondo (La voce del padrone, MQ 2088)
- 1968: Gianni/Qui (La voce del padrone, MQ 2104)
- 1968: Cammino sulle nuvole/Ascoltatemi (La voce del padrone, MQ 2126)
- 1968: Tanti auguri amore/Johnny guitar (La voce del padrone, MQ 2140)
- 1969: Non c'è che lui/Due mani, due ali (La voce del padrone, MQ 2153)